# Salo Tangka
Salo Tangka är ett vattendrag i Indonesien. Det ligger i den centrala delen av landet, 1 500 km öster om huvudstaden Jakarta.